# 日本歯科医師会
公益社団法人日本歯科医師会（にほんしかいしかい）は、各都道府県歯科医師会を法人会員として、都道府県歯科医師会会員となっている歯科医師を個人会員として組織される職能団体。1903年に高山紀齋などによって設立された。国民へ歯科に関する予防・啓発事業などを実施している。
日本医師会・日本歯科医師会・日本薬剤師会を合わせて三師会と呼ばれている。

## 事業
職能団体として、歯科に関する啓蒙、啓発活動や患者および歯科医師の権利を守るための社会的活動などを行っている。戦前・戦中など、強制加入の時代も存在したが、現在、歯科医師の加盟は任意である。全国47都道府県に都道府県歯科医師会を組織している。組織準会員などの制度もあり大学病院などの勤務医や大学の教授などがなる場合が多い。

## 沿革
- 1903年：大日本歯科医会設立。
- 1907年：日本聨合歯科医会に改称。
- 1918年：日本聨合歯科医師会に改称。
- 1926年：日本歯科医師会に改称。
- 1943年：強制設立、強制加入の団体になる。
- 1948年：社団法人日本歯科医師会となり、任意設立、任意加入の団体となる。
- 2013年：いわゆる公益法人改革に伴い、4月1日付けをもって「公益社団法人 日本歯科医師会」に改組・移行される。

## 歴代日本歯科医師会会長
大日本歯科医会時代
期間： 1903年（明治36年）11月27日 - 1907年（明治40年）3月31日 
- 初代会長： 高山紀斎 （1903年〈明治36年〉11月27日 - 1906年〈明治39年〉12月） - 高山歯科医学院（現在の東京歯科大学）創立者

（高山紀斎 1906年〈明治39年〉12月辞任、同年12月より榎本積一会長代行）
日本聨合歯科医会時代
期間： 1907年（明治40年）4月1日 - 1918年（大正 7年）3月31日 
- 常務委員長： 榎本積一 （1907年〈明治40年〉4月1日 - 1918年〈大正7年〉3月31日）

日本聨合歯科医師会時代
期間： 1918年（大正7年）4月1日 - 1926年（大正15年）11月 9日 
- 会長： 榎本積一 （1918年〈大正7年〉4月1日 - 1918年〈大正7年〉12月7日）

（榎本積一 1918年〈大正 7年〉12月7日辞任、同年12月8日より血脇守之助会長代行）
- 血脇守之助 （1919年〈大正8年〉4月15日 - 1926年〈大正15年〉11月9日） - 高山歯科医学院(現在の東京歯科大学)卒業

第1次日本歯科医師会時代
期間： 1926年（大正15年）11月10日 - 1943年（昭和18年）1月27日 
- 会長： 血脇守之助 （1926年〈大正15年〉11月10日 - 1943年〈昭和18年〉1月27日） - 高山歯科医学院(現在の東京歯科大学)卒業

第2次日本歯科医師会時代
期間： 1943年（昭和18年）1月28日 - 1948年（昭和23年）3月31日 
- 会長： 血脇守之助 （1943年〈昭和18年〉1月28日 - 1946年〈昭和21年〉2月10日） - 高山歯科医学院(現在の東京歯科大学)卒業
- 加藤清治 （1946年〈昭和21年〉2月11日 - 1947年〈昭和22年〉12月26日）

（加藤清治 1947年〈昭和22年〉12月26日辞任、同年12月26日より西村豊治会長代行）
| 代数 | 氏 名      | 学歴                                           | 在 任 | 主な前職                                 | 沿革 |
| ---- | ---------- | ---------------------------------------------- | --- | ---------------------------------------- | --- |
| 初代 | 高山紀斎   | 慶應義塾                                       | 1903年11月27日 - 1906年12月                                                                                       | 高山歯科医学院(現在の東京歯科大学)創立者 | 大日本歯科医会時代 期間：1903年（明治36年）11月27日 - 1907年（明治40年）3月31日 （高山紀斎 1906年〈明治39年〉12月辞任、同年12月より榎本積一会長代行）            |
| 2代  | 榎本積一   |                                                | 1907年4月1日 - 1918年3月31日                                                                                      |                                          | 日本聨合歯科医会時代 期間： 1907年（明治40年）4月1日 - 1918年（大正 7年）3月31日                                                                                 |
| 3代  | 榎本積一   |                                                | 1918年4月1日 - 1918年12月7日                                                                                      |                                          | 日本聨合歯科医師会時代 期間： 1918年（大正7年）4月1日 - 1926年（大正15年）11月 9日 （榎本積一 1918年〈大正 7年〉12月7日辞任、同年12月8日より血脇守之助会長代行） |
| 4代  | 血脇守之助 | 高山歯科医学院(現在の東京歯科大学)卒業         | 1919年4月15日 - 1926年11月9日                                                                                     |                                          | 日本聨合歯科医師会時代 |
| 5代  | 血脇守之助 | 高山歯科医学院(現在の東京歯科大学)卒業         | 1926年11月10日 - 1943年1月27日                                                                                    |                                          | 第1次日本歯科医師会時代 期間： 1926年（大正15年）11月10日 - 1943年（昭和18年）1月27日                                                                            |
| 6代  | 血脇守之助 | 高山歯科医学院(現在の東京歯科大学)卒業         | 1943年1月28日 - 1946年2月10日                                                                                     |                                          | 第2次日本歯科医師会時代 期間： 1943年（昭和18年）1月28日 - 1948年（昭和23年）3月31日                                                                             |
| 7代  | 加藤清治   | 日本歯科医学専門学校（現在の日本歯科大学）卒   | 1918年4月1日 - 1918年12月7日                                                                                      | 日本歯科医学専門学校長                   | 第2次日本歯科医師会時代 期間： 1943年（昭和18年）1月28日 - 1948年（昭和23年）3月31日                                                                             |
| 8代  | 佐藤運雄   | 高山歯科医学院(現在の東京歯科大学)卒業         | 1948年4月1日 - 19523月31日                                                                                        | 東洋歯科医学校（のちの日大歯学部）設立   | 社団法人日本歯科医師会→公益社団法人日本歯科医師会時代 期間： 1948年（昭和23年）4月1日 - 現在 （2013年=平成25年4月1日付けをもって公益社団法人に移行）             |
| 9代  | 入交直重   | 日本歯科医学専門学校（現在の日本歯科大学）卒   | 1952年4月 1日 - 1954年3月31日                                                                                     |                                          | |
| 10代 | 小椋善男   | 高山歯科医学院(現在の東京歯科大学)卒業         | 1954年4月1日 - 1958年3月31日                                                                                      |                                          | |
| 11代 | 佐藤運雄   | 高山歯科医学院(現在の東京歯科大学)卒業         | 1958年4月 1日 - 1960年3月31日                                                                                     |                                          | |
| 12代 | 河村弘     |                                                | 1960年4月1日 - 1962年3月31日                                                                                      |                                          | |
| 13代 | 中原實     | 日本歯科医学専門学校（現在の日本歯科大学）卒   | 1962年4月 1日 - 1968年3月31日                                                                                     |                                          | |
| 14代 | 竹中恒夫   | 大阪歯科医学専門学校（現在の大阪歯科大学）卒業 | 1968年4月 1日 - 1970年3月31日                                                                                     | 兵庫県歯科医師会会長                     | |
| 15代 | 奥野半藏   | 大阪歯科医学専門学校（現在の大阪歯科大学）卒業 | 1970年4月1日 - 1972年3月31日                                                                                      |                                          | （奥野半藏 1972年〈昭和47年〉1月26日辞任、同年 1月27日より稲葉福次会長代行）                                                                                     |
| 16代 | 中原實     | 日本歯科医学専門学校（現在の日本歯科大学）卒   | 1972年〈昭和47年〉4月 1日 - 1976年〈昭和51年〉3月31日                                                             |                                          | |
| 17代 | 川崎勇     | 日本大学専門部歯科（現在の日本大学歯学部）卒業 | 1976年〈昭和51年〉4月 1日 - 1977年〈昭和52年〉1月27日                                                             |                                          | （川崎勇 1976年〈昭和51年〉12月15日辞任、稲葉宏会長代行） |
| 18代 | 山崎数男   | 1916年 高山歯科医学院(現在の東京歯科大学)卒業  | 1977年〈昭和52年〉1月28日 - 1991年〈平成 3年〉3月31日                                                             |                                          | |
| 19代 | 中原爽     | 日本歯科大学卒業                               | 1991年〈平成 3年〉4月 1日 - 2000年〈平成12年〉3月31日                                                             |                                          | |
| 20代 | 臼田貞夫   | 日本大学歯学部卒業                             | 2000年〈平成12年〉4月 1日 - 2004年〈平成16年〉4月23日                                                             |                                          | （臼田貞夫 2004年〈平成16年）4月23日辞任、井堂孝純会長代行） |
| 21代 | 井堂孝純   | 大阪歯科大学卒業                               | 2004年〈平成16年〉5月21日 - 2006年〈平成18年〉3月31日                                                             |                                          | 井堂孝純から日本歯科医師連盟会長と日本歯科医師会会長の兼任が終了。                                                                                               |
| 22代 | 大久保満男 | 日本大学歯学部卒業                             | 2006年 - 2015年                                                                                                   |                                          | |
| 23代 | 高木幹正   | 大阪歯科大学卒業                               | 2015年6月19日 - 2015年10月16日（辞任届提出日。法律上は後任の就任まで。）                                          | 日本歯科医師連盟会長                     | |
| 24代 | 山科透     | 大阪歯科大学卒業                               | 2015年10月21日 - 2015年10月21日（就任当日理事総辞職。法律上の代表を変更するための処置。新理事選出まで会務執行。） |                                          | |
| 25代 | 堀憲郎     | 日本歯科大学卒業                               | 2016年3月11日 - 2023年6月16日                                                                                     |                                          | |
| 26代 | 高橋英登   | 日本歯科大学卒業                               | 2023年6月16日 - 現職                                                                                              | 日本歯科医師連盟会長                     | |

これまでの歴代会長は、東京歯科大学、日本歯科大学、大阪歯科大学、日本大学歯学部の、いわゆる伝統校（旧制歯科医学専門学校）からのみ輩出されている。このことからも、「歯科の歴史は私学」ともいわれる。

## 日歯連事件
2004年春に日歯会の政治団体である日本歯科医師連盟による診療報酬を巡る汚職事件や日歯会長選に絡む横領と政界に絡む選挙買収や闇献金が発覚。
日歯連幹部6人、中医協委員2人、自由民主党国会議員2人、自民党派閥会計責任者、地方議員5人ら計16人が起訴され、全員の有罪が確定した。